# Rhamnus longistyla
Rhamnus longistyla är en brakvedsväxtart som beskrevs av Carl Brandt Wolf. Rhamnus longistyla ingår i släktet getaplar, och familjen brakvedsväxter. Inga underarter finns listade i Catalogue of Life.